# Duff Abrams
Duff A. Abrams (1880, Illinois, – 1965, New York) est un rhéologue américain enseignant à l'Institut Lewis au début du XXe siècle. On lui doit les premières tentatives de caractérisation quantitative du béton, dont plusieurs demeurent aujourd'hui (à quelques perfectionnements de détail près). Il a dirigé le laboratoire de recherche de la Portland Cement Association à Chicago. 

## Apport à l'étude du béton
Par des essais systématiques, Abrams a étudié l'influence du dosage eau/ciment sur la résistance à long terme du béton. Ces expériences l'ont amené à préciser les résultats obtenus précédemment par Feret (1892) et à définir le module de finesse pour les granulats, qui allait être utilisé par la suite par le Suisse Bolomey (1935). Il a mis en évidence les effets de la cure du béton frais et tenté d'améliorer la maniabilité du béton sans dégrader sa résistance en ajoutant de l'acide tannique. D'autres essais avec addition de fines diverses, pour diminuer la porosité du béton, inaugurent l'utilisation d'additions.
Abrams a imaginé le premier test de consistance du béton frais : le cône d'Abrams, avec lequel s'effectue l'essai d’affaissement. Il a été président de l'American Concrete Association (ACI) pour l'exercice 1930-31. Ses travaux ont été couronnés par le Franklin Institute de la Médaille Frank P. Brown (1942).